# Prima Lega 1973-1974 (calcio)
La Prima Lega 1973-1974, campionato svizzero di terza serie, si concluse con la vittoria del Raron.

## Regolamento
Scopo del torneo è quello di ottenere due promozioni e sei retrocessioni.
Torneo svolto in due fasi: la prima fase vede le 39 squadre partecipanti suddivise, con criterio regionale, in tre gironi composti da 13 squadre ciascuno, in cui le prime due classificate di ogni girone, si affrontano nella fase finale, in un minitorneo a sei, per stabilire le due squadre promosse in Lega Nazionale B. Le ultime due squadre di ciascun girone vengono retrocesse direttamente in Seconda Lega. La fase finale vede incontri ad eliminazione diretta il primo turno, dalla quale si qualificano le tre quadre che si incontrano in un mini torneo a tre.

## Girone ovest

### Classifica finale
|  | Pos. | Squadra                   | Pt | G  | V  | N | P  | GF | GS | DR  |
|  | ---- | ------------------------- | -- | -- | -- | - | -- | -- | -- | --- |
|  | 1.   | Bulle                     | 34 | 24 | 14 | 6 | 4  | 53 | 32 | +21 |
|  | 2.   | Raron                     | 32 | 24 | 14 | 4 | 6  | 39 | 20 | +19 |
|  | 3.   | Monthey                   | 28 | 24 | 12 | 4 | 8  | 37 | 24 | +13 |
|  | 4.   | Dürrenast                 | 26 | 24 | 9  | 8 | 7  | 45 | 43 | +2  |
|  | 5.   | Stade Nyonnais            | 26 | 24 | 9  | 8 | 7  | 36 | 39 | -3  |
|  | 6.   | Le Locle-Sports           | 25 | 24 | 9  | 7 | 8  | 48 | 35 | +13 |
|  | 7.   | ASI Audax-Friul Neuchâtel | 25 | 24 | 9  | 6 | 9  | 45 | 51 | -6  |
|  | 8.   | Sierre                    | 23 | 24 | 8  | 7 | 9  | 33 | 42 | -9  |
|  | 9.   | Meyrin                    | 22 | 24 | 8  | 6 | 10 | 33 | 33 | +0  |
|  | 10.  | Central Friburgo          | 22 | 24 | 9  | 4 | 11 | 38 | 42 | -4  |
|  | 11.  | Yverdon                   | 21 | 24 | 8  | 5 | 11 | 26 | 27 | -1  |
|  | 12.  | Thun                      | 21 | 24 | 7  | 7 | 10 | 38 | 46 | -8  |
|  | 13.  | Urania Ginevra            | 14 | 24 | 2  | 4 | 18 | 28 | 65 | -37 |

Legenda:

      Ammessa alla fase finale per la promozione in Lega Nazionale B 1974-1975.

      Retrocessa in Seconda Lega 1974-1975.

Note:
Due punti a vittoria, uno a pareggio, zero a sconfitta.

## Spareggio per il dodicesimo posto
In seguito alla situazione di paritá, si ricorre ad uno spareggio per stabilire la squadra retrocessa.
| 1 giugno 1974 | Yverdon | 3 - 2 | Thun | Soletta |
| 1 giugno 1974 |         |       |      | Soletta |

## Girone centrale

### Classifica finale
|  | Pos. | Squadra           | Pt | G  | V  | N  | P  | GF | GS | DR  |
|  | ---- | ----------------- | -- | -- | -- | -- | -- | -- | -- | --- |
|  | 1.   | Soletta           | 33 | 24 | 14 | 5  | 5  | 37 | 21 | +16 |
|  | 2.   | Brunnen           | 32 | 24 | 13 | 6  | 5  | 51 | 32 | +19 |
|  | 3.   | Emmenbrücke       | 30 | 24 | 13 | 4  | 7  | 54 | 34 | +20 |
|  | 4.   | Delémont          | 29 | 24 | 11 | 7  | 6  | 36 | 20 | +16 |
|  | 5.   | Concordia Basilea | 25 | 24 | 9  | 7  | 8  | 33 | 36 | -3  |
|  | 6.   | Laufen            | 23 | 24 | 9  | 5  | 10 | 33 | 37 | -4  |
|  | 7.   | Porrentruy        | 23 | 24 | 8  | 7  | 9  | 32 | 43 | -11 |
|  | 8.   | SC Zugo           | 22 | 24 | 7  | 8  | 9  | 31 | 33 | -2  |
|  | 9.   | Buochs            | 21 | 24 | 8  | 5  | 11 | 37 | 39 | -2  |
|  | 10.  | Berna             | 21 | 24 | 10 | 1  | 13 | 45 | 48 | -3  |
|  | 11.  | Kriens            | 21 | 24 | 6  | 9  | 9  | 34 | 41 | -7  |
|  | 12.  | Moutier           | 16 | 24 | 3  | 10 | 11 | 26 | 44 | -18 |
|  | 13.  | Deitingen         | 16 | 24 | 6  | 4  | 14 | 40 | 61 | -21 |

Legenda:

      Ammessa alla fase finale per la promozione in Lega Nazionale B 1974-1975.

      Retrocessa in Seconda Lega 1974-1975.

Note:
Due punti a vittoria, uno a pareggio, zero a sconfitta.

## Girone est

### Classifica finale
|  | Pos. | Squadra           | Pt | G  | V  | N  | P  | GF | GS | DR  |
|  | ---- | ----------------- | -- | -- | -- | -- | -- | -- | -- | --- |
|  | 1.   | Gossau            | 36 | 24 | 15 | 6  | 3  | 54 | 28 | +16 |
|  | 2.   | Giubiasco         | 34 | 24 | 12 | 10 | 2  | 32 | 21 | +11 |
|  | 3.   | Frauenfeld        | 32 | 24 | 13 | 6  | 5  | 51 | 27 | +24 |
|  | 4.   | Baden             | 26 | 24 | 13 | 6  | 5  | 39 | 20 | +19 |
|  | 5.   | Chur              | 32 | 24 | 13 | 6  | 5  | 47 | 30 | +17 |
|  | 6.   | Brühl             | 26 | 24 | 11 | 4  | 9  | 38 | 44 | -6  |
|  | 7.   | Uzwil             | 25 | 24 | 10 | 5  | 9  | 37 | 38 | -1  |
|  | 8.   | Blue Stars Zurigo | 23 | 24 | 8  | 7  | 9  | 41 | 38 | +3  |
|  | 9.   | Locarno           | 20 | 24 | 7  | 6  | 11 | 30 | 31 | -1  |
|  | 10.  | Sciaffusa         | 20 | 24 | 6  | 8  | 10 | 29 | 37 | -8  |
|  | 11.  | Red Star Zurigo   | 15 | 24 | 4  | 7  | 13 | 25 | 54 | -29 |
|  | 12.  | Rapid Lugano      | 9  | 24 | 1  | 7  | 16 | 10 | 40 | -30 |
|  | 13.  | Rorschach         | 8  | 24 | 4  | 0  | 20 | 31 | 56 | -35 |

Legenda:

      Ammessa alla fase finale per la promozione in Lega Nazionale B 1974-1975.

      Retrocessa in Seconda Lega 1974-1975.

Note:
Due punti a vittoria, uno a pareggio, zero a sconfitta.

## Fase Finale
La fase finale stabilisce le due squadre promosse in Lega Nazionale B.

### Primo turno
1 e 8 giugno 1974
| Brunnen | 2 - 1 e 0 - 0 | Bulle |

| Gossau | 0 - 0 e 0 - 2 | Raron |

| Soletta | 1 - 1 e 1 - 1 | Giubiasco |

### Secondo turno
Le tre quadre qualificate s'incontrano in un mini torneo a tre con partite di solo andata.

### Classifica finale
| Squadra   | P.ti | G | V | N | P | GF | GS | DR |
| --------- | ---- | - | - | - | - | -- | -- | -- |
| Raron     | 2    | 2 | 1 | 0 | 1 | 3  | 1  | +2 |
| Giubiasco | 2    | 2 | 1 | 0 | 1 | 2  | 2  | +0 |
| Brunnen   | 2    | 2 | 1 | 0 | 1 | 2  | 4  | -2 |

#### Risultati
16 giugno 1974
| Raron | 3 - 0 | Brunnen |

23 giugno 1974
| Giubiasco | 1 - 0 | Raron |

30 giugno 1974
| Brunnen | 2 - 1 | Giubiasco |

## Verdetti Finali
- FC Raron vincitore del torneo.
- FC Raron e US Giubiasco promosse in Lega Nazionale B
- FC Thun, Urania di Ginevra, FC Moutier, FC Deitingen, Rapid Lugano e FC Rorschach retrocesse in Seconda Lega.